# Les 100 plus belles courses
Les 100 plus belles courses est une collection de topoguides d'alpinisme, escalade, spéléologie et randonnée, accompagnés de textes, des éditions Denoël, dirigée par Gaston Rébuffat. Généralement consacrés à une région ou un massif, 28 titres ont été publiés, rédigés par des auteurs, alpinistes, guides et grimpeurs connaissant la région. Trois l'ont été par Rébuffat lui-même : les massifs du Mont-Blanc et des Écrins, ainsi que des Calanques (Rébuffat était originaire de Marseille). Ils se présentent généralement sous la forme d'une sélection de cent itinéraires plus ou moins classés par ordre de difficulté.
Si du fait de l'évolution des pratiques et plus généralement de l'alpinisme, certains tomes et certaines descriptions d'itinéraires ont vieilli (notamment en ce qui concerne l'escalade), les deux premiers tomes, sur les massifs du Mont-Blanc et des Écrins, sont restés des classiques de la littérature alpine (ils ont d'ailleurs été réédités en 2001), et la plupart des itinéraires présentés toujours très fréquentés. Celui sur le mont Blanc a été classé dans les 100 meilleurs livres d'alpinisme selon la librairie américaine Chessler books,. Certains alpinistes collectionnent les courses citées dans les « 100 plus belles », additionnant parfois les « points » associés à leur numéro.

## Les titres
- Gaston Rébuffat, Le massif du Mont-Blanc - Les 100 plus belles courses, 1973
- Gaston Rébuffat, Le massif des Écrins - Les 100 plus belles courses, 1975
- Patrice de Bellefon, Les Pyrénées - Les 100 plus belles courses et randonnées, 1976
- Charles Maly, Le massif de la Vanoise. Les 100 plus belles courses et randonnées, 1977
- Pierre Minvielle, Grottes Et Canyons. Les 100 Plus Belles Courses Et Randonnées, 1977
- Michel Vaucher, Les Alpes Valaisannes. Les 100 plus belles courses et randonnées, 1979
- Jean Marie Morisset, Les Alpes Du Soleil. Haut-Var, Vésubie, Tinée, Royan, Saint-Jeannet, Ubaye, Queyras, Viso. Les 100 plus belles courses et randonnees, 1979
- Gaston Rébuffat, Calanques, Sainte Baume, Sainte Victoire. Les 400 Plus Belles Escalades Et Randonnées, 1980
- Patrick Cordier, Les Préalpes du Sud. Vercors, Verdon, Dévoluy. Les 100 plus belles courses et randonnées, 1981
- Gian Carlo Grassi, Grand paradis et les vallées du Lanzo. Les 100 plus belles courses et randonnées, 1982
- Hans Grossen, L'Oberland Bernois. Les 100 plus belles courses et randonnées, 1982
- Gino Buscaini, Les Dolomites orientales. Les 100 plus belles courses et randonnées, 1983
- Claude Jager et Jacques Martin Les Préalpes du Nord. Dents du Midi, Chablais, Haut-Faucigny, Bornes, Bauges, Chartreuse. Les 100 plus belles courses, 1983
- Anselme Baud, Les Alpes du nord à skis. Aravis, Mont-Blanc, Chablais, Beaufortin, Faucigny. Les 100 plus belles descentes et randonnées, 1983
- André Bertrand, Le Haut Dauphiné à Ski. Vercors, Chartreuse, Belledonne, Romanche, Cerces, Thabor, Guisanne, Queyras, Durance, Champsaur, Dévoluy, Écrins. Les 100 plus belles descentes et randonnées, 1984
- Jean Durry et Jacques Seray Les 100 Plus Belles Randonnées Du Cyclotourisme. France - Suisse - Allemagne - Italie - Belgique - Luxembourg - Espagne, 1984
- Romain Vogler Les États-Unis : Shawangunks, Colorado, Yosemite..., 1984
- Giuseppe Miotti et Allesandro Gogna, Du Badile À La Bernina - Bergell Disgrazia Engadine. Les 100 plus belles courses et randonnées, 1985
- Jean-Claude Droyer, Escalade. Les plus belles falaises d'Europe de l'Ouest, 1985
- Annick et Serge Mouraret, Massif Central. Auvergne, Causses, Cévennes. Les 100 plus belles courses et randonnées, 1985
- Henri Agresti et Jean-Paul Quilici, La Corse. Les 100 plus belles courses et randonnées, 1986
- Gino Buscaini et Silvia Metzelin, Les Dolomites occidentales. Les 100 plus belles courses et randonnées Traduit de l'italien par Carole Naggar, 1987
- Denis Berthollet Les Alpes valaisannes à ski. Les 100 plus belles descentes et randonnées, 1987
- Jacques Audibert, Les Alpes du Sud à ski. Les 100 plus belles descentes et randonnées, 1988
- Claude Dendaletche,Montagnes sauvages D'Europe. Les 100 plus belles randonnées du naturaliste, 1988
- Marc Breuil, Ski nordique. France, Scandinavie, Grand Nord. Les plus belles randonnées, 1989
- Bernard Domenech, Le Maroc : les plus belles courses et randonnées, 1989
- Daniel Anker et Hans Grossen L'Oberland Bernois à skis. Les 100 plus belles descentes et randonnées, 1990

## Le massif du Mont-Blanc
1. Clocher - Clochetons de Planpraz : Traversée
2. Glacier des Bossons : École de glace
3. Aiguille de l'Index : Arête SE
4. Chapelle de la Glière : Arête S
5. Aiguille de la Persévérance : Arête NE
6. Aiguille du Pouce : Face S (voie des dalles)
7. Dalle de l'Amône
8. Toit de Sarre
9. Aiguille des Petits Charmoz : Traversée
10. Petite Aiguille Verte : Voie normale
11. La Tour Ronde : Arête SE & Vallée Blanche
12. Aiguille Croux : Face S & Pointe de l'Innominata : Arête S
13. Dômes de Miage : Traversée
14. Tour Noir : Traversée
15. Aiguille du Tour : Arête de la Table du Roc
16. Aiguille du Moine : Arête S
17. Mont Blanc du Tacul : Voie normale & Aiguille du Midi : Arête des Cosmiques
18. Aiguille de l'M : Arête NNE
19. Aiguille d'Argentière : Voie normale (glacier du Milieu)
20. Pyramide du Tacul : Arête E
21. Aiguille du Midi & Aiguille du Plan : Traversée
22. Dent du Requin : Arête SE
23. Grandes Jorasses : Voie normale
24. Mont Blanc : Voie normale (Montée par l'arête des bosses depuis le refuge du Goûter et descente par les Grands Mulets).
25. Aiguille des Pélerins : Arête Grütter
26. Aiguilles Dorées : Traversée
27. Pointe des Ecandies : Traversée
28. Aiguille du Chardonnet : Arête Forbes
29. Les Courtes : Face NE
30. Mont Blanc : Voie des Aiguilles Grises
31. Aiguille du Peigne : Voie normale & Aiguille des Pélerins : Voie Carmichaël
32. Aiguille des Grands Charmoz - Grépon : Traversée
33. Aiguille de Rochefort : Traversée des arêtes & Dent du Géant : Voie normale
34. Aiguille de Blaitière, Les Ciseaux & Aiguille du Fou : Traversée
35. La Tour Ronde : Face N
36. Aiguilles de Trélatête : Traversée
37. Trident du Tacul : Voie Lépiney
38. Les Courtes & Aiguilles Ravanel et Mummery : Traversée
39. Petites Jorasses : Arête S
40. Petit Dru & Grand Dru : Traversée
41. Aiguille Verte : Couloir Whymper
42. Aiguille Croux : Face SE
43. Aiguille du Chardonnet : Éperon N
44. Dent du Requin : Face E
45. Mont Dolent : Arête N
46. Aiguille de l'M : Voies Ménégaux et Couzy
47. Aiguille du Plan : Arête Ryan
48. Pain de Sucre de l'Envers du Plan : Face N
49. Aiguille de Bionnassay : Face NW & Mont Blanc : Traversée
50. Mont Maudit : Arête de la Tour Ronde
51. Aiguille du Moine : Face E
52. Aiguille du Peigne : arête des Papillons, face W, pilier NW, face NW et arête N
53. Pointe Lachenal : Face SSE & Aiguille du Midi : Éperon des Cosmiques
54. Aiguilles du Diable & Mont Blanc du Tacul : Traversée
55. Aiguille du Midi : Face S
56. Mont Blanc : Éperon de la Brenva
57. Dent du Géant : Face S
58. Pic Adolphe Rey : Voie Salluard
59. Mont Blanc du Tacul : Couloir Gervasutti
60. Le Minaret : Éperon SE & Face S directe
61. Aiguille du Peigne : Voie Vaucher
62. Aiguille du Midi : Éperon Frendo
63. Petit Clocher du Portalet : Face E & Arête SE
64. Pic de Roc & Grépon : Traversée
65. Aiguille d'Argentière : Face N
66. Grandes Jorasses : Arête des Hirondelles
67. Aiguille de la Brenva : Face E
68. Dent du Crocodile : Arête E
69. Aiguille du Plan : Face N
70. Mont Maudit : Voie Crétier
71. Aiguille de Blaitière : Face W
72. Mont Blanc du Tacul : Pilier Boccalatte
73. Arêtes de Rochefort & Grandes Jorasses : Traversée
74. Aiguille Verte : Arête des Grands Montets
75. Aiguille Noire de Peuterey : Arête S
76. Les Courtes : Éperon central NNE
77. Aiguille Verte : Arête sans nom
78. Dent du Requin : Face N
79. Aiguille Verte : Couloir Couturier
80. Petit Dru : Face N
81. Mont Blanc : Arête de l'Innominata
82. Les Droites : Éperon N
83. Aiguille Noire de Peuterey : Face W
84. Aiguilles de Chamonix : Traversée Aiguilles du Midi - Grépon
85. Petites Jorasses : Face W
86. Mont Blanc du Tacul : Pilier Gervasutti
87. Pointe Gugliermina : Face SW
88. Aiguille de Triolet : Face N
89. Grand Capucin : Face E
90. Mont Blanc : Voie Major
91. Aiguille Verte : Versant du Nant Blanc
92. Petit Dru : Pilier Bonatti
93. Aiguille du Fou : Face S
94. Les Courtes : Face N
95. Mont Blanc : Arête de Peuterey
96. Grandes Jorasses : Éperon Croz (central)
97. Grandes Jorasses : Éperon Walker
98. Petit Dru : Face W (directe américaine)
99. Les Droites : Face N
100. Mont Blanc : Pilier central du Freney

### Impact du réchauffement climatique sur les 100 plus belles courses du massif du Mont-Blanc
Entre 2016 et 2019, le géographe Jacques Mourey de lʹUniversité Savoie-Mont-Blanc et accompagnateur en moyenne montagne en France a consacré sa thèse sur l'impact du réchauffement climatique sur « Les 100 plus belles courses du massif du Mont-Blanc ». En comparant près de 50 ans après le profil actuel de 95 courses avec celles de l'époque, il arrive à la conclusion qu'un tiers des itinéraires ne sont plus praticables en été et que certains ont même tout simplement disparu. Parmi les 95 étudiés, il n'y en a que deux qui n'ont pas été modifiés, 30 pas ou peu modifiés, 34 modérément modifiés et que par certaines périodes de l'année ils ne sont plus fréquentables et 26 ne sont plus praticables pendant la période estivale. La méthodologie s'est basée sur des entretiens semi-directifs avec notamment des guides, des gardiens de refuges, des éditeurs de topoguide, des alpinistes qui connaissaient ces itinéraires depuis les années 1970. Dans certains cas, s'il n'y avait pas assez d'informations ou des doutes, des comparaisons avec ces guides et des guides plus récents ont eu lieu, ainsi que des repérages sur le terrain. Lui même ayant effectué une dizaine de ces courses avant la fin de sa thèse. L'émission Altitudes de la Radio suisse romande l'a invité en 2020 pour en parler ainsi que Marc Decrey qui a lui même effectué une quarantaine de ces courses.

## Le massif des Écrins
1. Tour des Écrins (GR 50)
2. Intérieur du massif
3. Arêtes de la Bruyère : traversée nord-ouest/sud-est
4. Vallon de la Moulette - Tête Noire : voie de la Poire
5. Aiguillette du Lauzet : couloir Davin
6. Tête Colombe : voie de l'Écaille
7. Crête de Queyrellin - Pointe 2935 m : face nord-ouest
8. Vallon de la Moulette - Tête Noire : voie des Grands Surplombs
9. Tenailles de Montbrison : éperon Renaud
10. Tête d'Aval de Montbrison : face sud et arête sud-est
11. Col du Replat : traversée & Tête Sud du Replat : voie normale et arête sud-ouest & Tête Nord du Replat : voie normale et arête sud-est
12. Col du Clot des Cavales : traversée & Pic Nord des Cavales : arête sud (voie normale)
13. Pic de Neige Cordier : traversée
14. Col de la Casse Déserte : traversée & Grande Ruine - Pointe Brevoort : arête est (voie normale)
15. Col du Gioberney : traversée & Mont Gioberney : arête sud
16. Col des Écrins : traversée & Roche Faurio : versant sud-est (voie normale)
17. Col du Sélé : traversée & Ailefroide Orientale : arête sud (voie normale)
18. Col de la Temple : traversée & Pic Coolidge : arête sud (voie normale)
19. Col des Rouies : traversée & Les Rouies : traversée
20. Col du Sellar - Pas des Aupillous : traversée & Dents de Coste Counier : arête sud
21. Dôme de Monêtier - Pic du Rif : traversée des glaciers
22. Brêche d'Olan : traversée & Olan : versant sud-est (voie normale)
23. Dôme de la Lauze : traversée & Pic de la Grave : face nord (voie normale) & Le Rateau sommet W : arête ouest
24. Cime du Vallon : versant sud-ouest (voie normale)
25. Tête des Fétoules : arête nord-nord-est (voie normale)
26. Les Agneaux sommet E : arête sud-est (voie normale)
27. L'Olan sommet N : versant sud-est & arête nord
28. Le Râteau sommet E : arête sud
29. Pic Gény : arête est & Tête du Rouget : voie des Plaques
30. Les Bans : arête est-nord-est (voie normale)
31. Roche de la Muzelle : arête nord-est
32. Aiguille du Plat de la Selle : traversée
33. Barre des Écrins : face nord
34. Pelvoux : traversée
35. Tour Carrée de Roche Méane : face sud
36. Aiguille W et Cent. du Soreiller : traversée & Aiguille Dibona : arête nord (voie normale)
37. Pointe des Cinéastes : arête sud & Pic du Glacier Blanc : arête sud & Pointe Louise : arête sud
38. Col du Casset : couloir Davin
39. Les Bans : pilier nord-est et sommet sud
40. Pointe Maximin : couloir nord-nord-est
41. Tête de Lauranoure sommet S : éperon ouest & sommet W : face sud-ouest
42. Les Bans sommet NW : versant W (voie Reynier)
43. Les Rouies : éperon sud-est
44. Bec du Canard - Aiguille des Arias : traversée
45. Tour Choisy - Pic Bourcet : face est & traversée
46. Les Agneaux sommet NW : versant nord-ouest & couloir Piaget
47. Barre des Écrins : traversée S-N
48. Aiguille Dibona : face sud (voies Boell - Le Ray, Berthet, Stofer)
49. Le Sirac : arête nord & traversée des arêtes
50. Aiguille de Sialouze : traversée
51. Pointe des Aigles : arête ouest & Pic Nord des Cavales : arête ouest
52. La Rouye : face ouest (voie des Gapençais) & Olan épaule S : face est-sud-est (voie Demenge)
53. Trois Dents du Pelvoux : arête nord-est
54. Pointe du Vallon des Étages : face sud
55. Les Bans : versant sud-est (voies Picard et des Cheminées)
56. Petit Pelvoux : arête sud
57. Grand Pic de la Meije : arête du Promontoire et traversée
58. Meije Orientale - Pavé - Pic Gaspard : traversée
59. Ailefroide Occidentale : par le glacier Long
60. Tête des Fétoules : arête ouest & pilier sud
61. Ailefroide Centrale : arête de Coste-Rouge
62. Pointe Thorant : face est (voies des Plaques Rouges)
63. Pic Coolidge : face nord-est (voie Bonatti)
64. Barre des Écrins : face sud-est (voie Reynier)
65. Col du Diable : couloir nord & Roche Méane : face sud-est
66. Aiguille de la Gandolière : pilier nord
67. Le Pavé : face sud (voie Rébuffat)
68. Les Bans : couloir nord
69. Pelvoux pointe Puiseux : arête nord
70. Dôme de Neige des Écrins : Grand Couloir nord-ouest - Mayer-Dibona
71. Barre Noire : pilier sud
72. Pic du Loup : face nord-nord-ouest
73. Aiguille Dibona : face sud voie des Savoyards & directe Madier
74. Le Râteau sommet W : face nord-nord-est
75. Barre des Écrins : pilier sud
76. Pic Gaspard : arête sud-sud-est
77. Tête de l'Étret : versant nord-est
78. Col E du Pelvoux : versant nord & Pelvoux : face sud-ouest et arête ouest
79. Grande Ruine Pic Maitre : pilier ouest, arête ouest-nord-ouest
80. Pointe du Vallon des Étages : face nord : Goulotte Fourastier
81. Grand Pic de la Meije : couloir Gravelotte, couloir des Corridors & face nord des Arêtes
82. Olan Sommet Central : paroi nord-ouest (voie Devies-Gervasutti)
83. Ailefroide Centrale : pointe Fourastier, face nord
84. Aiguille de Sialouze : face sud-ouest (voie Livanos)
85. Les Bans : face sud-est (voie directe Giraud)
86. Coup de Sabre : couloir nord & Pic Sans Nom : arête ouest
87. Grand Pic de la Meije : face nord par le Z
88. Dôme de neige des Écrins : versant nord-ouest, pilier central
89. Pic Sans Nom : grand couloir nord-ouest et face ouest
90. Trois Dents du Pelvoux : couloir Chaud
91. Pic Gaspard : face nord
92. Meije Grand Pic : face sud directe
93. Meije Pic Central : face sud intégrale
94. Meije Troisième Dent : face sud directe
95. Pic Sans Nom : face nord
96. Pic Sans Nom épaule E : pilier nord et éperon nord (George-Russenberger)
97. Le Râteau : face nord
98. Ailefroide Occidentale : muraille nord-ouest, pilier central
99. Olan sommet N : paroi nord-ouest (voie directe)
100. Grand Pic de la Meije : face nord directe